# سامسونايت
سامسونايت أو سامسونيت (بالإنجليزية: Samsonite)‏ هي شركةُ تصنيعٍ للأمتعة حيث تصنعُ منتجاتٍ تتراوح من حقائب السفر الكبيرة إلى الحقائب الصغيرة وحقائب الأوراق. تأسَّسَت الشركة في دنفر، كولورادو بالولايات المتحدة وتتخذُ من لوكسمبورغ مقرًا لها حيث يتواجدُ مكتبها الرئيسي وهي مدرجةٌ في بورصة هونغ كونغ.

## التاريخ
تأسَّسَت الشركة في دنفر بولايةِ كولورادو وتحديدًا في مدينة بلاك هوك في العاشر من آذار/مارس 1910 من قِبل جيسي شوايدر (1882-1970) باسم شركة شوايدر ترانك مانيفاكتيرينج (بالإنجليزية: Shwayder Trunk Manufacturing Company)‏. كان شوايدر التي يُتاجر في الأقمشة والحقائب رجل دينٍ متديّن وكان متأثرًا إلى حدِ بعيدٍ بشمشون – ويُقرأُ حرفيًا سامسون – الشخصيّة البارزة في الكتاب المقدس فقرَّر استخدامِ اسمه على العلامة التجارية التجاريّة التي يملكها ومن هنا جاء اسمُ شركة سامسونايت التي تخصَّصت مع مرور الوقت في تجارة الحقائب. بعد أن أصبحت حقيبة سامسونايت المنتج الأكثر مبيعًا للشركة في في منتصف ستينيات القرن العشرين، غيَّرت الشركة اسمها رسميًا إلى سامسونايت بعدما ظلَّت تُعرف لمدة طويلة بهذا الاسم لكن بشكلٍ غير رسميّ. قامت الشركة بعدها بتصنيعِ الكراسي القابلة للطي والطاولات في مورفريسبورو بولاية تينيسي.
باعت عائلة شوايدر الشركة لشركةٍ أخرى تحملُ الاسم بيتريس فودز (بالإنجليزية: Beatrice Foods)‏ في عام 1973، ومع ذلك فقد ظلَّت سامسونايت مستقلة نسبيًا داخل بيتريس حتى عام 1986 عندما بِيعت الشركة إلى كولبرغ كرافيس روبرتس (بالإنجليزية: Kohlberg Kravis Roberts)‏. مرَّت الشركة بعد ذلك بتغييرات متعددة في الملكيّة في الثمانينيات والتسعينيات، كما أُعيد هيكلتها في أكثر من مناسبة وقد ساهمً هذا بطريقة أو بأخرى في الترويجِ لها أكثر فأكثر. انتقلت ملكيّة سامسونايت من كي كي آر (وهي اختصارٌ لشركة كولبرغ كرافيس روبرتس) إلى شركة إي تو (بالإنجليزية: E-II)‏ التي عانت من الإفلاس في وقتٍ ما فأُعيد تسميتها باسمِ أستروم إنترناشيونال (بالإنجليزية: Astrum International)‏. اشترت هذه الأخيرة عام 1993 في إطار محاولتها العودة من جديدٍ والبروز في السوق شركة أمريكان توريسير وهي المالكة أصلًا لشركة سامسونايت. تقسَّمت أستروم بعد سنتينِ من ذلك فأصبحُ مقر سامسونايت مقرًا مستقلًا خاصًّا بها في دنفر.
أُغلق مصنع دنفر في أيار/مايو 2001، فانتقلَ المقر الرئيسي لشركة سامسونايت من دنفر إلى مانسفيلد في ولاية ماساتشوستس وذلك بعد تغيير الملكية في أيار/مايو 2005. نقلت سامسونايت – وهي الشركة المستقلّة أخيرًا – مكاتب التسويق والمبيعات من ماين ستريت 91 في وارن بولاية رود آيلاند إلى مانسفيلد بولاية ماساتشوستس اعتبارًا من فاتح أيلول/سبتمبر 2005. استحوذَ في نفس العام مارسيلو بوتولي الرئيس التنفيذي السابق لشركة لوي فيتون على الشركة لإخراجها من ركودٍ طويل، لكنّه تركها في عام 2009. قبل ذلك بعامينِ وتحديدًا في تموز/يوليو 2007 استحوذَت الشركة الاستثماريّة سي في سي كابيتال بارتنرز على سامسونايت مقابل 1.7 مليار دولار، وعليه أصبحت شركة سي في سي كابيتال خامس مالكٍ لشركة سامسونايت خلال 21 عامًا فقط.
عانت شركة سامسونايت ستور إل إل سي – والمعروفة رسميًا باسمِ سامسونايت كومباني ستورز إنكوايرر – في الثاني من أيلول/سبتمبر 2009 من بعض المشاكل الماليّة، فقرَّرت إغلاق ما يصلُ إلى 50٪ من متاجرها ووقفِ علامة تجاريّة تابعة لها في الولايات المتحدة. طُرحت الشركة في حزيران/يونيو 2011 في بورصة هونج كونغ وقُدّرت قيمتها خلال الطرحِ الأول بمليار وربع دولار أمريكي. دفعت سامسونايت في آب/أغسطس 2012 ما مجموعهُ 35 مليون دولار نقدًا لشراء ماركة الحقائب الراقية هارتمان (بالإنجليزية: Hartmann)‏ التي تأسَّست عام 1877، ثمّ وافقت في حزيران/يونيو 2014 على شراء العلامة التجاريّة التي تنشطُ في حقائب الظهر جريجوري ماونتين بروكتس من شركة بلاك دياموند إنكوايرر مُقابل 85 مليون دولار أمريكي نقدًا. في إطار استمرار خطّها التوسعي فقد استحوذت سامسونايت في آذار/مارس 2016 على شركة تومي للأمتعة الفاخرة مقابل 1.8 مليار دولار في أكبرِ عمليّة استحواذٍ لها على الإطلاق، ثم استحوذت في نيسان/أبريل 2017 على إي باغز مقابل 105 مليون دولار نقدًا وهي الشركة الصاعدة التي حقَّقَت 158.5 مليون دولار من المبيعات في عام 2016 بزيادة 23.5% عن عام 2015 الذي وصلَ فيها رقمُ مبيعاتها إلى من 128.3 مليون دولار.

## المنتجات
قامت سامسونايت ابتداءً من عام 1961 بتصنيعِ وتوزيعِ ألعاب الليغو لسوق أمريكا الشمالية بموجبِ ترخيص من الشركة الأم الدنماركيّة. أنهى نزاعٌ على الترخيص في الولايات المتحدة في عام 1972 توزيعها لهذا النوعِ من المنتجات لكنها ظلَّت الموزع الرئيسي في كندا حتى عام 1986. طرحَ ألبرت ريكلير رئيس قسم المبيعات العسكرية والتصدير على قسم الأمتعة في سامسونايت فكرة تصنيع وبيع الليغو في الولايات المتحدة لكنّ الأخيرة لم تستجب لمقترحهِ بشكلٍ جدّي. لقد لعب ريكلير وستان كلاماج دورًا أساسيًا في تأسيس علامة ليغو التجاريّة في الولايات المتحدة حيثُ كان هذا جزءًا من توسُّعٍ شاملٍ للشركة في مجال تصنيع الألعاب.

## الإنتاج

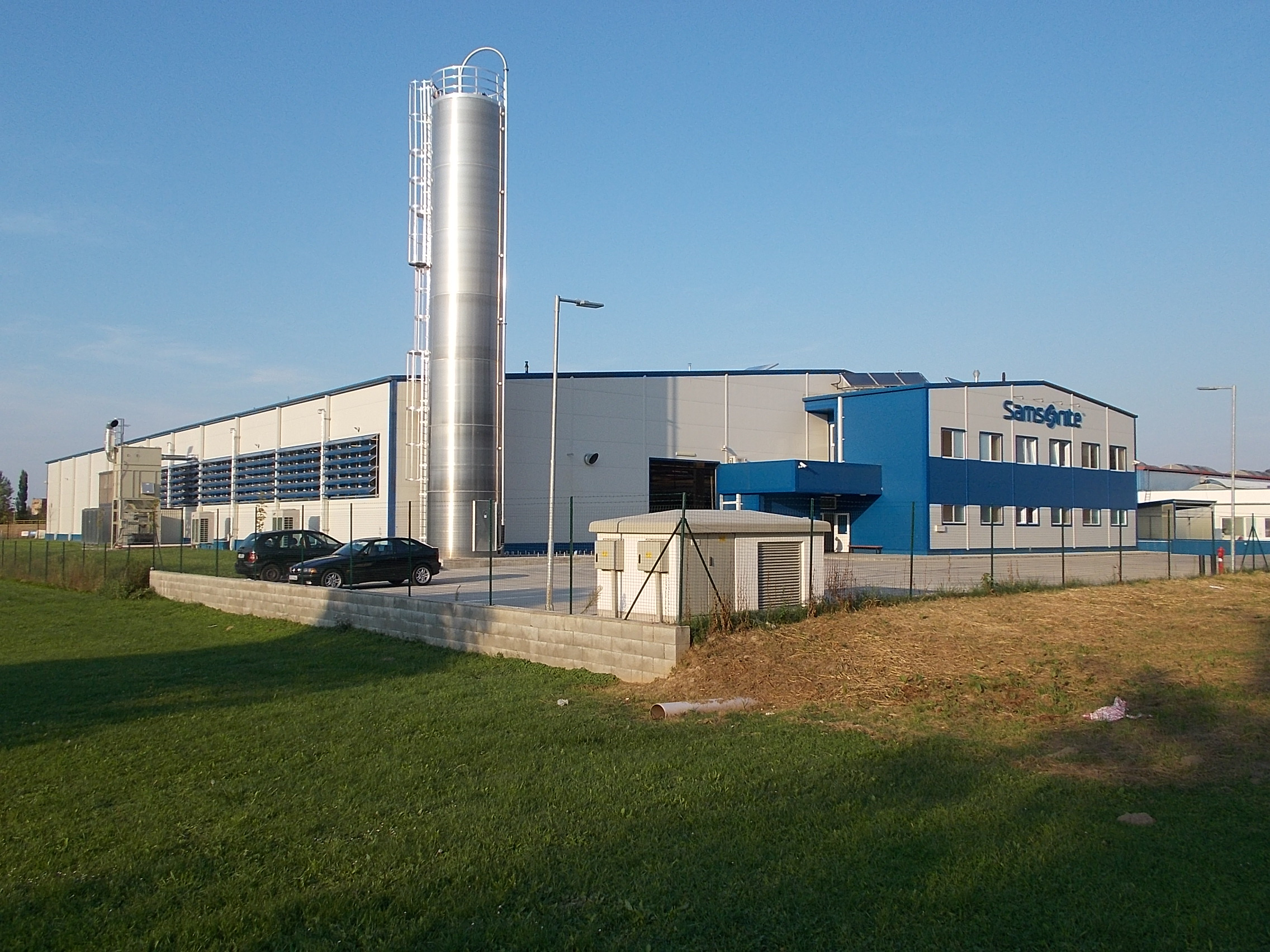
مصنع سامسونايت في مدينةِ زيكسارد بدولة المجر

يتمُّ تصنيع أربعين في المائة من جميع حقائب سامسونايت في مصنعها في ناشيك بالهند، حيثُ تمتلك سامسونايت مصنّعي تجميعٍ في المجر.

## العلامات التجاريّة
هذه قائمةٌ بالعلامات التجاريّة لشركة سامسونايت:
- أمريكيان توريسير[28]
- إي باغز[29]
- جريجوري مونتين برودكت[30]
- هارتمان[31]
- هاي سييرا[32]
- كاميليانت[33]
- ليبو[34]
- سامسونايت
- سامسونايت ريد[35]
- سبيك برودكتس[36]
- تومي إنكوايرر[37]